# Stylostomum spanis
Stylostomum spanis is een platworm (Platyhelminthes) uit het zoute water uit de familie Euryleptidae.
De wetenschappelijke naam van de soort werd in 2001 gepubliceerd door John J. Holleman.